# Innerer Fisistock
Innerer Fisistock är en bergstopp i Schweiz.   Den ligger i distriktet Frutigen-Niedersimmental och kantonen Bern, i den centrala delen av landet, 60 km söder om huvudstaden Bern. Toppen på Innerer Fisistock är 2 787 meter över havet, eller 130 meter över den omgivande terrängen. Bredden vid basen är 0,90 km.
Terrängen runt Innerer Fisistock är huvudsakligen mycket bergig. Närmaste större samhälle är Adelboden, 10,3 km väster om Innerer Fisistock. 
Trakten runt Innerer Fisistock består i huvudsak av gräsmarker. Runt Innerer Fisistock är det ganska glesbefolkat, med 25 invånare per kvadratkilometer.